# Horodneavka, Șepetivka
Horodneavka (în ucraineană Городнявка) este localitatea de reședință a comunei Horodneavka din raionul Șepetivka, regiunea Hmelnîțkîi, Ucraina.

## Demografie
Componența lingvistică a localității Horodneavka
     Ucraineană (99,79%)
     Alte limbi (0,21%)
Conform recensământului din 2001, majoritatea populației localității Horodneavka era vorbitoare de ucraineană (99,79%), existând în minoritate și vorbitori de alte limbi.